# آتشکده کشمر
آتشکدهٔ کشمر یا آتشکدهٔ زرتشت یا آتشکدهٔ آذر برزین‌مهر اولین آتشکدهٔ زرتشتی بود که توسط گستاسپ به درخواست زرتشت در کِشمر (کاشمر) بنا گردید. در بخشی از شاهنامهٔ فردوسی، ماجرای پیدا شدن زرتشت و پذیرفتن دین او توسط گشتاسپ به نظم درآمده که گشتاسب پس از پذیرفتن دین زرتشت، موبدان را به سرتاسر گیتی روانه می‌کند و آذر به آتشکده‌ها (گنبدان) می‌نهد و نخستین آنان، آذر برزین‌مهر است که به کشمر بنیان گذارد و در جلوی آتشکده، سرو بهشتی را کاشت و آن را نماد پذیرفتن دین بهی قرار داد و موبدان را به سرتاسر جهان فرستاد و فرمان داد همه نامداران و بزرگان به سوی آن پرستشکده روی آورند.

## بازسازی

### اشکانیان
مناطق کاشمر و نیشابور در دوران شاهنشاهی اشکانی از نواحی حاصل‌خیز ایران به‌شمار می‌رفته و از آنجا که فرمانروایان اشکانی نسبت به حاکمان پیش از خود؛ یعنی سلوکیان اهمیت به‌مراتب زیادی برای دین مزدیسنا قائل بودند، سرو کشمر و آتشگاه آن را که یادگار زرتشت محسوب می‌شد مورد توجه بالایی قرار دادند.

### ساسانیان
به استناد سنگ‌نوشتهٔ پایکولی، در دوران شاهنشاهی  ساسانی کشمر (کاشمر) جزء محدودهٔ خراسان بزرگ به‌شمار می‌رفته و ساسانیان برای احیای آیین باستانی تلاش زیادی کردند و چون در آن زمان، دیگر از آتشکدهٔ کشمر چیزی برجای نمانده بود، شاهان ساسانی به ایجاد آتش دیگری دست می‌زنند که همچنان در چند کیلومتر بالاتر از شهر باستانی کشمر در مجموعهٔ قلعهٔ آتشگاه باقی مانده است. خرابه‌های این قلعه هم‌اکنون در ۵–۶ کیلومتری شمال غربی شهر کاشمر باقی است و از یادگارهای عصر ساسانی به‌شمار می‌رود.